# Trok

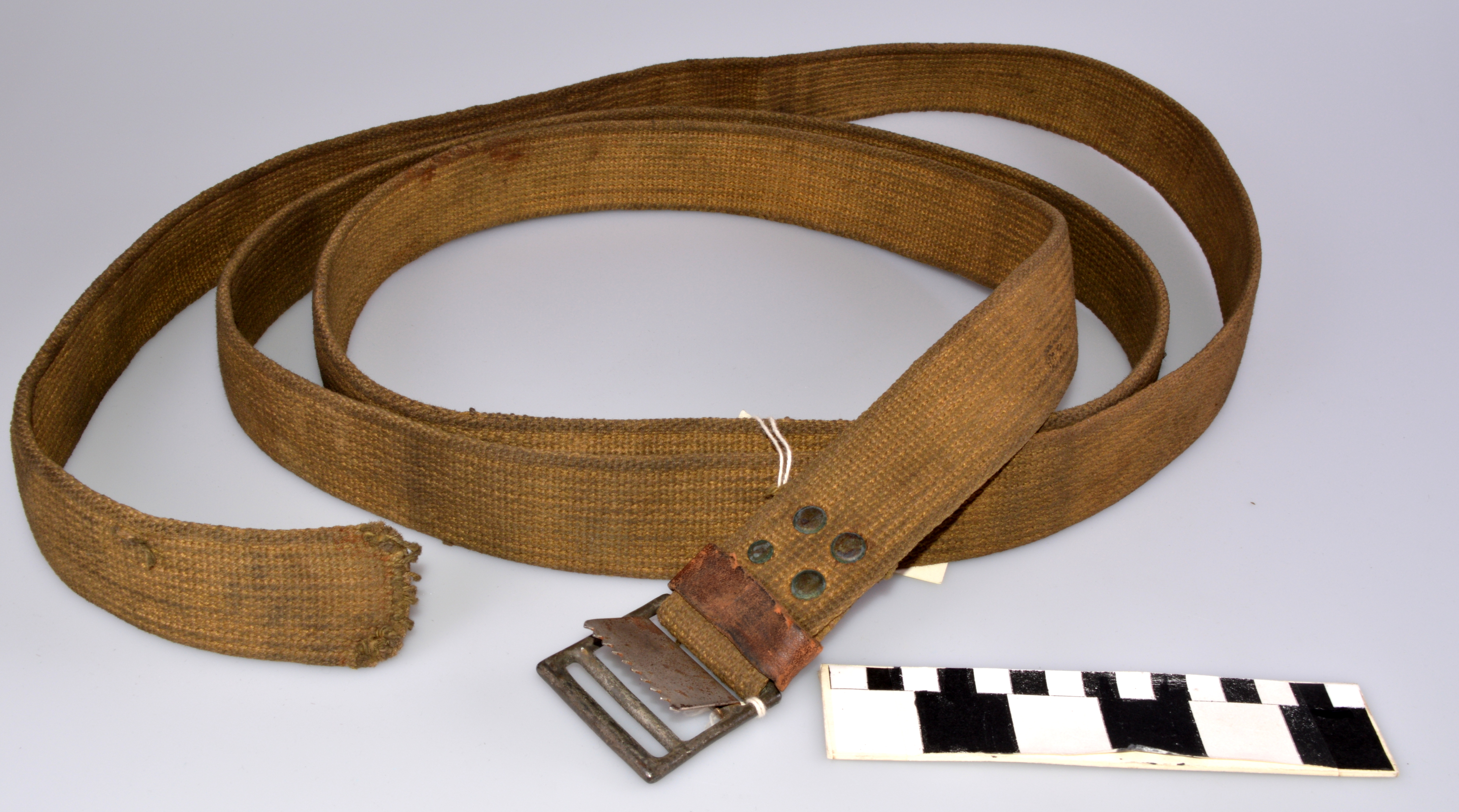
Trok wojskowy z okresu I wojny światowej

Trok – rzemień, pas lub powróz służący do wiązania, przywiązywania (przytraczania) czegoś. W znaczeniu potocznym: pasek, sznurek, tasiemka przyszyta do ubrania, służąca do wiązania lub „ściągania” jego części.
Jako akcesorium myśliwskie troki w postaci wielorzemykowych pęt (zazwyczaj skórzanych lub sznurkowych), służą do noszenia upolowanego ptactwa.